# Het Kasteel
A Het Kasteel egy labdarúgó stadion Rotterdamban, Hollandiában. A stadion jelenleg a Sparta Rotterdam csapatának tulajdona. A stadion befogadóképessége 11 026 fő.

## Története
A stadion szomszédságában található a Spangen, amit 1916-ban építettek. A "Het Kasteel" (A kastély) név onnan származik, hogy a kis épületnek van két tornya, ami hasonlít a kastélyra.

### 1928. évi nyári olimpiai játékok
Az 1928. évi nyári olimpiai játékoknak Amszterdam adott otthont. Az első mérkőzésen (június 15-én) a holland válogatott 3-1-es győzelmet aratott a belga válogatott felett. Míg három nappal később a holland válogatott döntetlent játszott a chilei labdarúgó-válogatottal. A mérkőzés végeredménye 2-2 lett. Az évek során a "Stadion Sparta" lelátóit gyakran felújították és kibővítették, de a legradikálisabb felújításra 1998-ban és 1999-ben került sor. A stadiont a terv szerint teljesen átépítették. Átkeresztelték ENECO-stadion, miután ők voltak a fő támogatók. Ezt a nevet hamarosan felváltotta a jelenlegi Het Kasteel, amely már a népszerű beceneve volt a stadionnak amióta megépült. A Castle-be 2004 novemberében bevásárolta magát Hans van Heelsbergen üzletember, aki menedzser, egy textilipari cég és a Sparta Rotterdam elnöke lett. Van Heelsbergen megnyitotta az épületben a Sparta múzeumot (és kimenete Hans Textielt a csődből).